# Bon Voyage (Gilmore Girls)
Bon voyage (en francés: Buen viaje) es el 153° y último episodio de la última temporada de la serie por ahora de televisión norteamericana Gilmore Girls.

## Resumen del episodio
Lorelai y Rory han planeado un verano, en el que viajarán por toda la costa oeste para luego de la graduación. Sin embargo, Rory conoce a Christiane Amanpour, una periodista de CNN alojada en el Dragonfly quien ofrece ayudarla a conseguir trabajo. Poco después recibe la propuesta de ir a trabajar a Iowa para cubrir la campaña presidencial del candidato Barack Obama para una revista en línea. Ella acepta la oferta, sin embargo debe partir en tres días, algo que deja bastante sorprendidos a Lorelai, Emily y Richard, reunidos en la cena del viernes. 
Los planes de realizarle una pequeña ceremonia en el pueblo por su graduación se ven cancelados por la falta de tiempo. Sin embargo, Luke decide no quedarse de brazos cruzados y se encarga de la organización de la fiesta con la ayuda de Sookie. Rory se sorprende de que su madre no esté triste por su pronta partido, a lo que Lorelai responde que es muy pronto y que ya se pondrá mal luego. Una noche antes de la fiesta, Rory pasa el tiempo en casa de Lane para hablar y despedirse. 
Según el pronóstico, una intensa lluvia parece que arruinará la fiesta, pero Luke se encarga de armar una lona gigante. La fiesta resulta una sorpresa para Rory. En la misma, Emily se sorprende cuando Lorelai le dice que continuará yendo los viernes a cenar pese a que Rory ya no esté. La celebración es todo un éxito, y Rory le agradece todo lo que su madre le ha dado. Tras enterarse de que la fiesta es toda obra de Luke, Lorelai va a darle las gracias, y éste responde que quiere verla feliz, y se funden en un apasionado beso. 
Finalmente, Luke despide a Rory con un desayuno junto a Lorelai.